# Zamek Mochental
Zamek Mochental (niem. Schloss Mochental) – barokowa rezydencja znajdująca się w granicach niemieckiego miasta Ehingen (Donau), w dzielnicy Kirchen, niedaleko wsi Lauterach.

## Historia
Około 1000 roku, na terenie należącym dawniej do grafów Wartstein, wzniesiono zamek ufundowany przez grafów Berg i Mochental. W 1049 papież Leon IX założył tu kaplicę poświęconą św. Mikołajowi. W 1192 warownię przejął klasztor w Zwiefalten. Budynek został zniszczony w 1245 i ponownie w 1564 roku podczas wojen wyznaniowych. Na przełomie XVI i XVII wieku zamek przebudowano i rozbudowano.
W 1730 roku główne skrzydło zostało zniszczone przez pożar. Odbudową kierowali bracia Joseph i Martin Schneiderowie, rezydencja stała się letnią siedzibą opatów Zwiefalten. Po kasacie placówki w 1802 roku budynek przeszedł na własność Elektoratu Wirtembergii. W 1822 ulokowano tu siedzibę nadleśnictwa, w następnych latach był siedzibą francuskiego dowództwa wojskowego, a do 1976 mieścił szkołę z internatem. W 1985 otwarto tu galerię sztuki Schrade wraz z muzeum mioteł.

## Architektura
Budynek barokowy, trójskrzydłowy. Galeria sztuki zajmuje powierzchnię 2500 m². Wnętrze doświetla 365 okien. W zachodnim skrzydle ulokowano dwupoziomową kaplicę św. Mikołaja, która, wraz z Hubertussaal, pełni funkcję sali koncertowej.

## Galeria

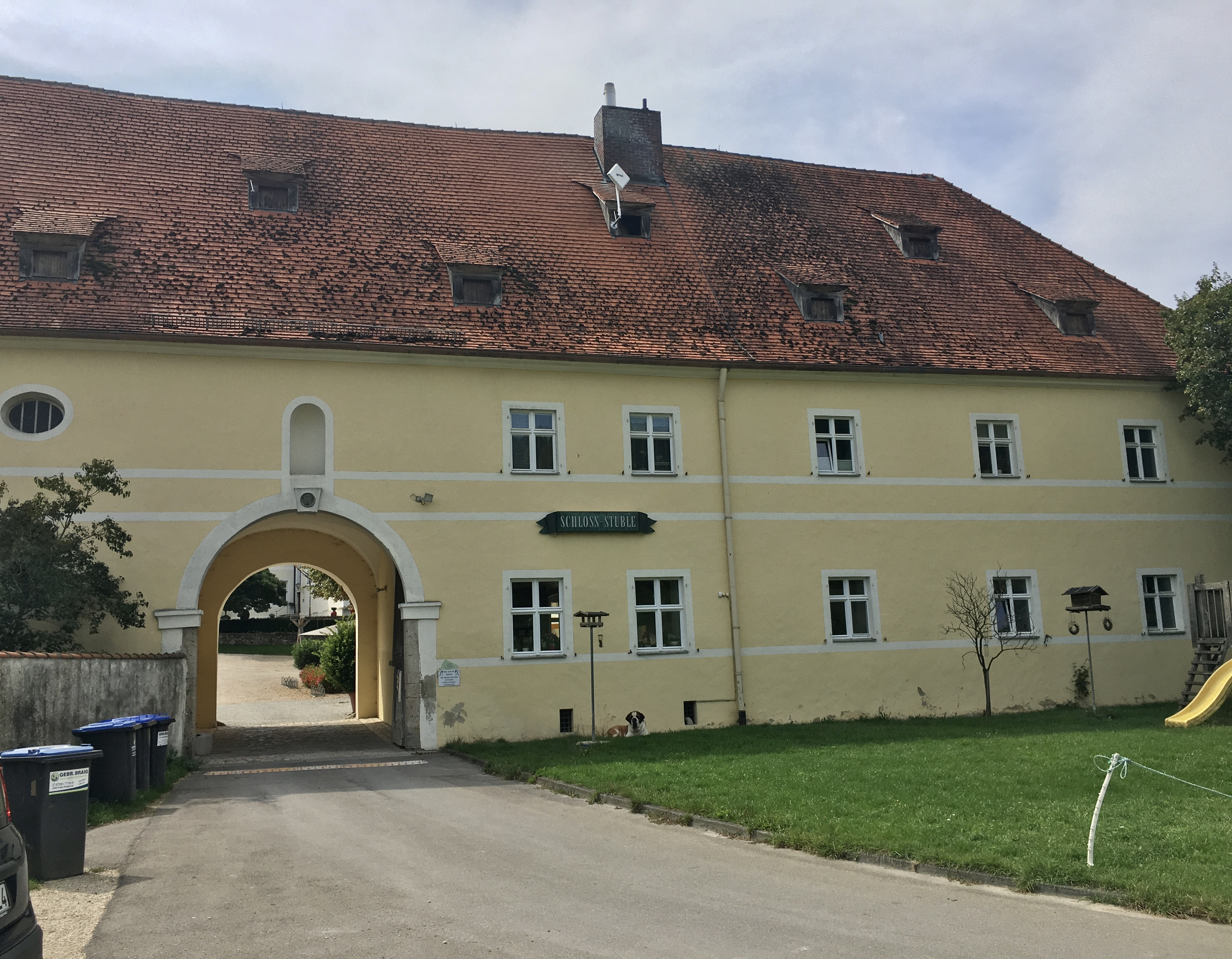
Brama na teren zamku
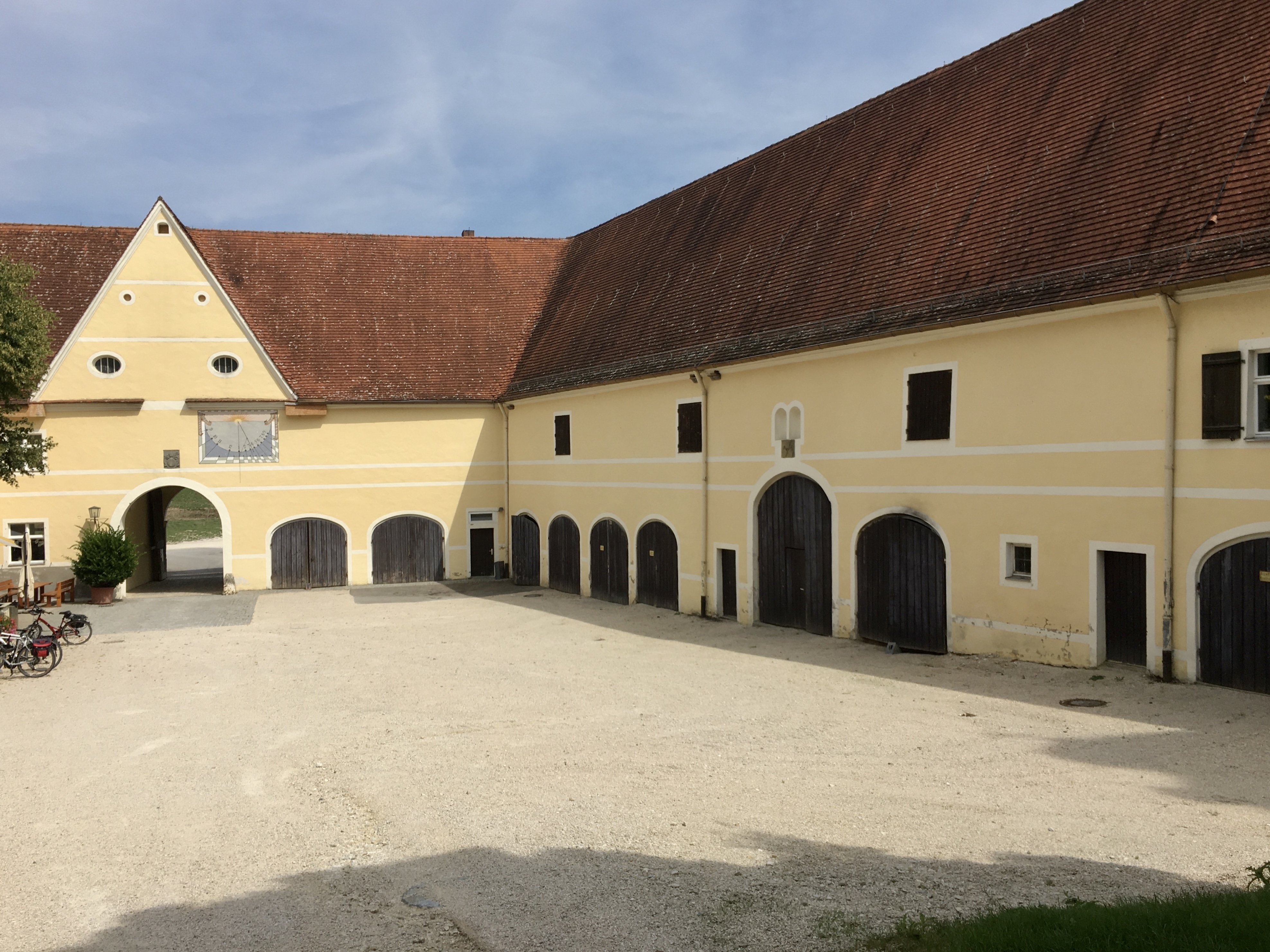
Zabudowania folwarczne przy zamku
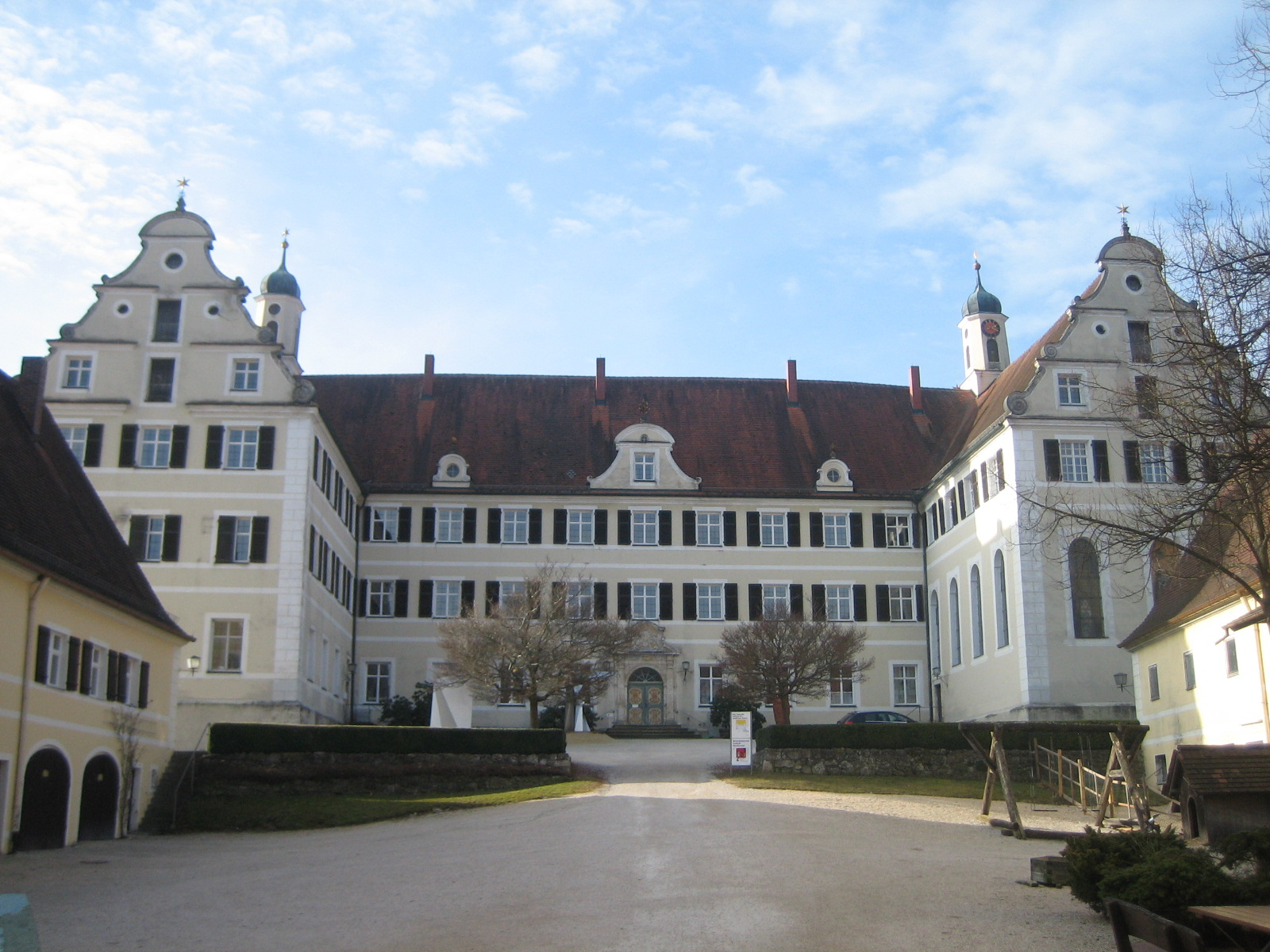
Widok z północy
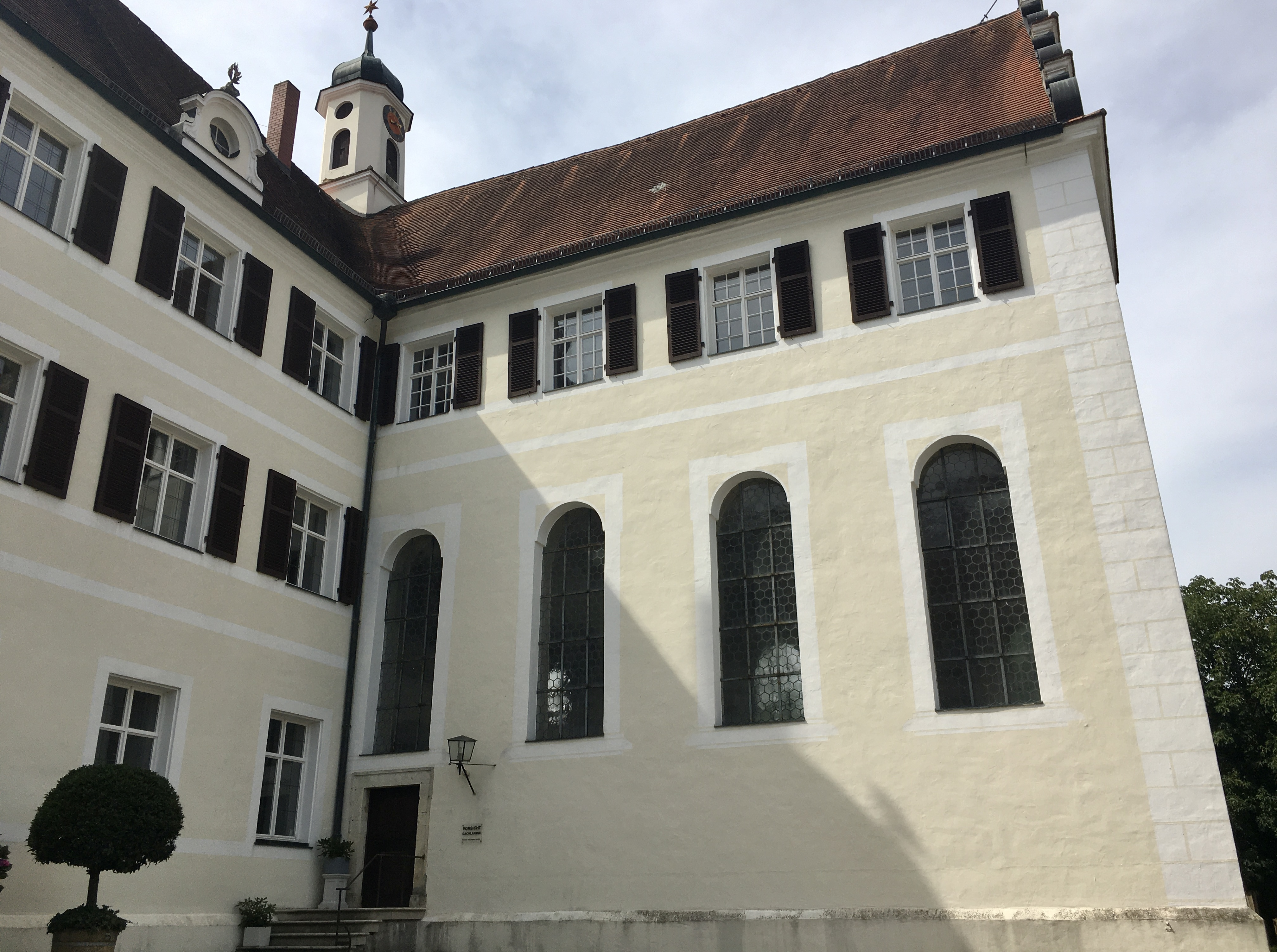
Kaplica
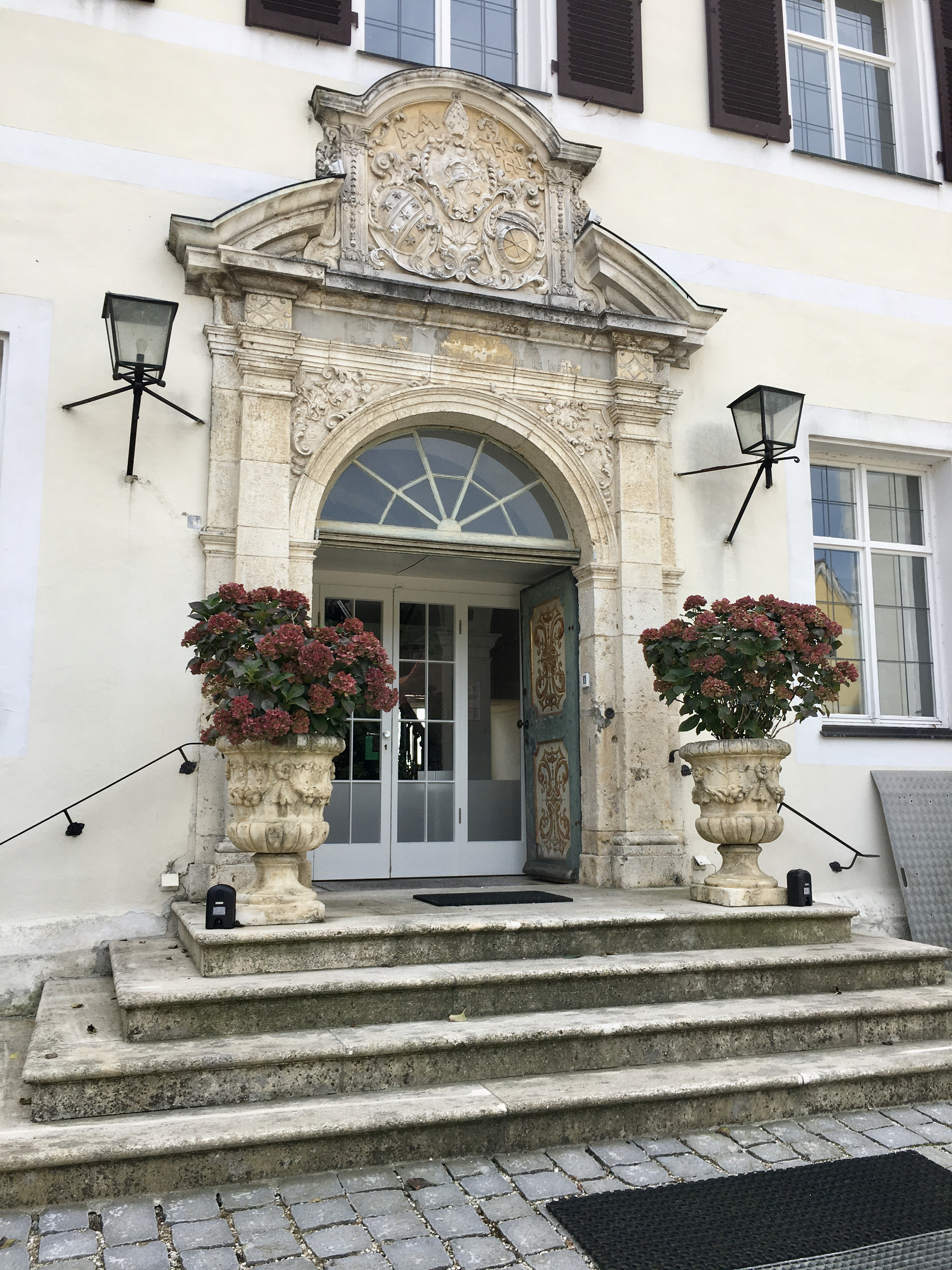
Portal
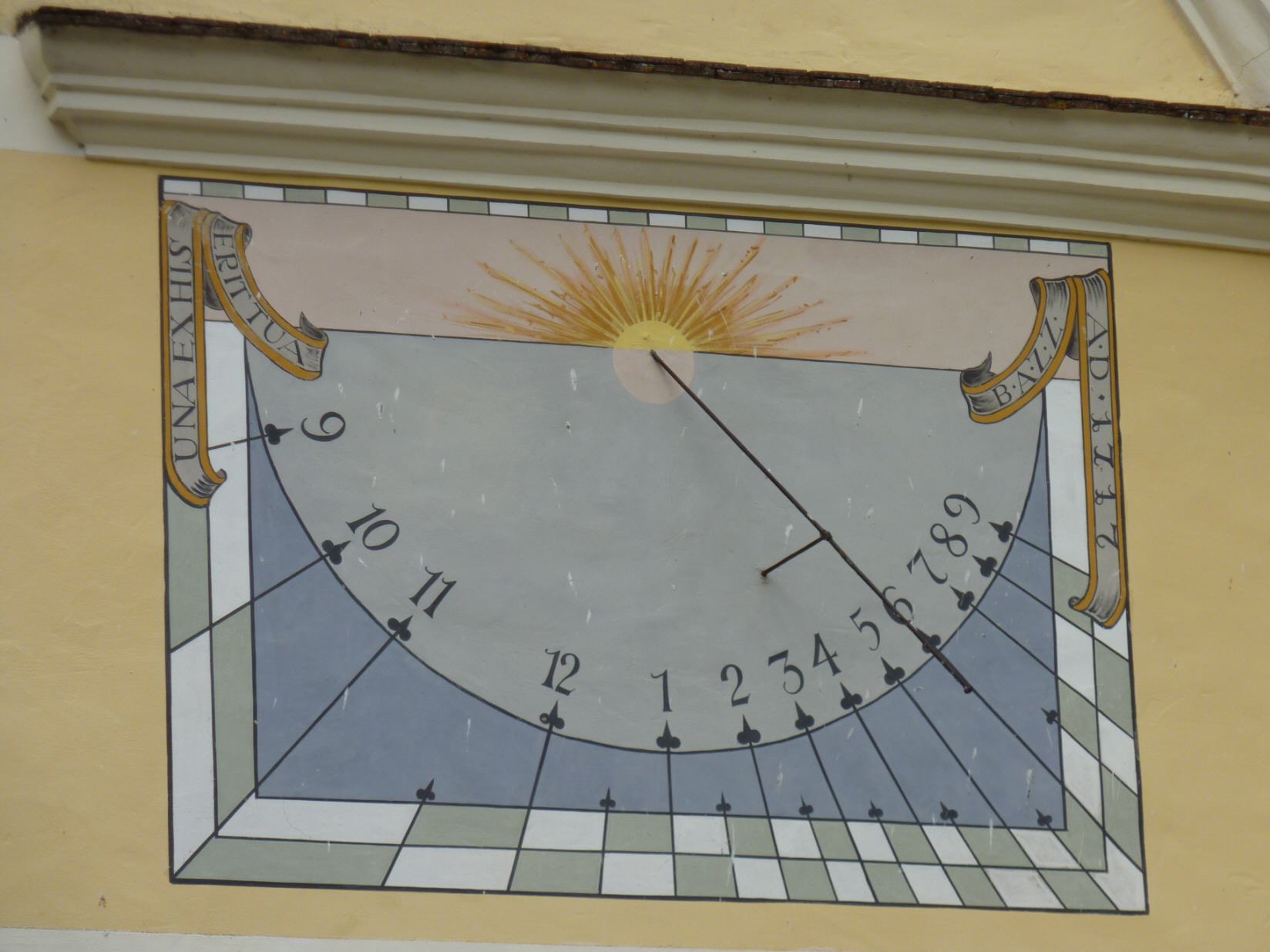
Zegar słoneczny